# بغداد
بَغداد پرجمعیت‌ترین شهر و پایتخت کشور عراق و مرکز استان بغداد است. جمعیت بغداد در سرشماری سال ۲۰۱۵ دارای ۸٬۱۲۶٬۷۵۵ نفر بوده ‌است. بغداد دومین شهر بزرگ جهان عرب پس از قاهره است و طبق سرشماری سازمان ملل متحد، پنجاه و چهارمین شهر پرجمعیت جهان به شمارمی‌آید. تاریخ بغداد از دورهٔ عباسیان آغاز می‌شود و پیش از آن پایتخت ساسانیان شهر تیسفون در نزدیکی بغداد امروزی بود. در آن زمان بغداد نام یک سرزمین کوچک در نزدیکی تیسفون بود و در روزگار عباسیان به پایتختی خلافت برگزیده شد و در همان زمان هم نام‌آور گشت به گونه‌ای که نمادی برای سرزمین‌های اسلامی قرون وسطی بود.
شهر بغداد در ۳۰ ژوئیهٔ ۷۶۲ میلادی در کرانهٔ باختری رود دجله به دست برمکیان در زمان عباسیان و در روزگار خلیفه ابوجعفر منصور بنیاد شد. ابوجعفر منصور برای بغداد چهار دروازه (باب) ساخت؛ دروازهٔ خراسان، که به باب‌الدولة نیز مشهور بود به خاطرِ روی‌آوری و اقبال دولت عباسی از خراسان، و باب‌الشام، که به سوی شام بود، پس از آن باب‌الکوفة، که به سوی کوفه بود، و در پایان دروازه بصره. برای بنای اولیهٔ این شهر چهار هزار و هشتصد و سی و سه درهم، هزینه شد.
نزدیک به یک نسل از پیدایش بغداد، این شهر به قطب علم و تجارت در جهان اسلام تبدیل گشت، بیت‌الحکمه نام بنیادی بود که به کار ترجمهٔ نوشته‌های یونانی، پارسی میانه و سریانی اختصاص یافته بود. برمکیان خاندان با نفوذی بودند که وظیفهٔ آنان گردآوردن دانش اندوختگان از دانشگاه گندی‌شاپور ایران و شناساندن یونان و هند باستان به جهان عرب بود. برخی بر این باورند که جمعیت این شهر بیش از یک میلیون نفر بوده و برخی دیگر تنها به وجود بخشی از این تعداد باور دارند. در این دوران جایگاه بسیاری از داستان‌های شهرزاد از سری داستان‌های «هزار و یک شب» در بغداد بوده ‌است.
پس از سرنگونی امویان و پیدایش عباسیان، پایتخت خلافت اسلامی از شام به عراق و شهر بغداد جابه‌جا شد. بغداد در سال ۱۲۵۸ میلادی به دست هولاکو خان سقوط کرد. در سال‌های دورتر، بغداد و پیرامون آن میان ترکمانان و عثمانیان و صفویان دست به دست می‌شد. سرانجام به عنوان بخشی از عثمانی شناخته شد تا این‌که پس از جنگ جهانی اول و تقسیم خلافت عثمانی، به عنوان پایتخت کشور عراق گزیده شد.
در ماه‌های مارس و آوریل ۲۰۰۳ در جریان جنگ عراق، بغداد زیر بیشترین بمباران‌ها قرار گرفته و در روزهای ۷ آوریل – ۹ آوریل به کنترل ایالات متحده درآمد و حکومت صدام فروپاشید. در سال‌های آینده وضعیّت امنیتی بغداد پایین آمد. در سال ۲۰۱۲ بغداد با بدست آوردن تراز ۲۲۱ عنوان بدترین شهر دنیا برای زندگی را به خود اختصاص داد.
شرایط بد امنیتی یکی از مهم‌ ترین دلایل بدست آوردن این تراز بوده‌ است.

## پیشینه
دارالخلافهٔ عباسی، ابتدا در کوفه و بعد در شهر انبار، در کنار فرات واقع شده بود. اینگونه گفته شده‌است که برای اولین مرتبه، منصور دوانیقی در سال ۱۴۵ هجری قمری با همفکری با خالدبن برمک ایرانی تصمیم گرفت که شهر بغداد را ایجاد نماید و خلافت را به آنجا منتقل کند، و پس از گذشت سه سال، بغداد را تأسیس نمود و در دوران خلافت هارون الرشید، بغداد به مرکزیت نهضت ترجمهٔ آثار علمی یونان (به زبان عربی) درآمد.
پایتخت ساسانیان شهر تیسفون در نزدیکی بغداد در عراق امروزی بود. در آن زمان بغداد نام منطقهٔ کوچکی در نزدیکی تیسفون بود. خود نام «بغداد» نامی فارسی به معنی خداداد است که در زمان اکدی‌ها به آن منطقه نهاده شد. بغداد در روزگار عباسیان به پایتختی برگزیده شد و در همان زمان هم نام‌آور گشت؛ به گونه‌ای که نمادی برای سرزمین‌های اسلامی سده‌های میانه بود.
پس از سرنگونی امویان و ظهور عباسیان پایتخت خلافت اسلامی از شام به عراق (شهر بغداد) منتقل شد.
گفته می‌شود که شهر بغداد در ۳۰ ژوئیهٔ سال ۷۶۲ در کرانهٔ غربی رود دجله توسط عباسیان و در زمان خلیفه المنصور بنیاد شد، به هر رو نام این شهر در متون پیش از اسلام ازجمله در تلمود یهودیان نیز ذکر شده‌است. از این رو شاید بغداد جدید در کنار شهر قدیمی بغداد که در ۵۰ مایلی شمال بابل واقع شده بود، ساخته شده‌است. این شهر جایگزین تیسفون پایتخت شاهنشاهی ایران و دمشق پایتخت امپراتوری اموی شد.
با سرنگونی عباسیان به دست مغول‌ها، بغداد نیز ویران و مردمش کشتار شدند. در سال‌های دورتر بغداد و پیرامون آن میان ترکمانان، عثمانیان و صفویان دست به دست می‌شد. سرانجام به عنوان بخشی از عثمانی شناخته شد تا این‌که پس از جنگ جهانی اول و تکه‌تکه شدن عثمانی زیر نظر انگلیسی‌ها به عنوان مرکز کشور تازه ساز عراق درآمد.
برمکیان در زمان منصور عباسی برای طراحی این شهر از دو طرح استفاده کردند. طرح نخست از نوبخت اهوازی، معمار ایرانی و طرح دوم از ماشاءالله، یک یهودی سابق از اهالی خراسان در ایران بود.
بغداد به صورت دایره‌ای با قطر ۲ کیلومتر طراحی شد که این شهر را به‌عنوان ""شهر گرد"" معروف ساخت. طراحی نخستین شهر نشانگر یک حلقه از ساختمان‌های مسکونی و بازرگانی بود که در کنار دیوارهای درون شهر ساخته شده بودند، ولی در هنگام ساخت حلقه‌ای دیگر در داخل حلقه اصلی ساخته شد.
در مرکز شهر ساختمان‌های مسجد و همچنین قرارگاه مرکزی سربازان قرار داشت. هدف از ساخت و کاربری بخش خالی مرکز شهر ناشناخته‌است. پایه طراحی دایره شکل شهر دقیقاً بر پایه طراحی شهرسازی ساسانیان است. طرح شهر بغداد کپی‌برداری از نقشه و طرح شهر ساسانی گور (فیروزآباد کنونی) است.
اعتقاد عمومی بر آن است که بغداد در سال‌های ۷۷۵ تا ۹۳۵ میلادی بزرگ‌ترین شهر دنیا بوده‌است. این شهر احتمالاً نخستین شهر بالای یک میلیون نفری دنیا نیز بوده‌است.
بغداد تا زمان پا گرفتن «پادشاهی عراق»، تحت کنترل انگلیس در سال ۱۹۲۱، تحت حکومت امپراتوری عثمانی باقی بود. کنترل بریتانیایی‌ها بر پایهٔ سیاست سرکوب اعراب عراقی و گرایش‌های ملی‌گرایانهٔ کردها استوار گردیده بود. اهتمام بریتانیای کبیر در برخورد نظامی با شورشیانی جنوب از راه حملات گازی از یک سو و موج بمباران‌های انجام شده در سراسر عراق توسط واحدهایی از نیروی هوایی سلطنتی که ازجمله بغداد را نیز شامل شده بود، می‌گردید. از این‌رو بریتانیای کبیر به نخستین کشور جهان که اهداف غیرنظامی را بمباران کرده معروف شد. این عملیات دربرگیرندهٔ بمباران برای ایجاد ترس، بمباران در شب، بمب‌افکن‌های سنگین و بمب‌های تأخیری می‌گردید که همگی برای «حفظ امنیت و آرامش» مردم عراق به‌کار می‌رفتند.
در سال ۱۹۳۲ استقلال رسمی به عراق اعطا شد و در سال ۱۹۴۶ حاکمیت ملی استحکام یافت. البته استقلال واقعی تا سال ۱۹۵۸ یعنی زمان سرنگونی فیصل دوم در پی یک کودتا حاصل نشد. جمعیت شهر از رقم ۱۴۵۰۰۰ نفر در سال ۱۹۰۰ به عدد ۵۸۰۰۰۰ در سال ۱۹۵۰ بالغ گردید که از این تعداد حدود ۱۴۰۰۰۰ نفر یهودی بودند. در طول دههٔ ۱۹۷۰، عراق به‌دلیل افزایش شدید بهای محصولات نفتی که تنها قلم صادراتی آن کشور به‌شمار می‌رفت، شاهد دوره‌ای شکوفا و پر رونق بود. در این دوران امکانات زیربنایی مانند تجهیزات فاضلاب، آب آشامیدنی و بزرگراه ساخته شدند ولی جنگ ایران و عراق در دههٔ ۱۹۸۰، روزگار سختی را برای این شهر رقم زد، زیرا بودجه در اختیار ارتش قرار گرفته و هزاران نفر از شهروندان نیز کشته شدند. ایران بارها بغداد را در پاسخ به موشک‌باران و بمباران شهرها و اهداف غیرنظامی ایران، هدف حملات موشکی قرار داد، این حملات به‌دلیل ضعف توان موشکی ایران و تحریم‌های گسترده علیه ایران، خسارات و تلفات نسبتاً کمی برجای گذاشت.

### نام
کندی در دانشنامهٔ ایرانیکا آورده‌است که نام بغداد ممکن است از ترکیب «بغ» (به معنی پروردگار) و «داد» (به معنی اعطا شده) باشد. احتمال از آنجاست که بیشتر شهروندان بغداد، نبطی‌های آرامی زبان بوده‌اند.
بَغداد واژه‌ای است به زبان پهلوی (پارسی میانه) به معنای خُداداده. این واژه پیش از اینکه بر این شهر گذارده شود در اوستا به گونهٔ صفت آورده شده بود. این واژه در اوستا به ریخت بغوداته bağō-dâta و به همان معنا در بخش‌هایی از اوستا از آن دسته وندیداد آورده شده‌است. در پارسی میانه این واژه باز به همان معنا و اینبار به ریخت بَغ‌دات آورده شده‌است.
نام‌های دیگری نیز با همین شکل ساخته شده‌است مانند خداداد، مهرداد، تیرداد، یا الله داد، محمد داد، علی داد و «بغ» یعنی خدا چنان‌که به پادشاهان چین «بغ پور» و به شکل معرب آن فغفور می‌گفته‌اند؛ و نام‌های دو مکان «بجستان» و «بیستون» نیز هردو دگریدهٔ «بغستان» است.
برخی دیگر از زبان‌شناسان عقیده دارند بغداد از دو واژهٔ بغ (کوتاه شدهٔ باغ) و داد (کوتاه شدهٔ داد) به معنی ایزد و پروردگار تشکیل شده‌است و بغداد به معنی باغ خدا است.
اگرچه دربارهٔ ریشه‌های ایرانی هیچ شبهه‌ای وجود ندارد، واژهٔ بغداد دو نوع ریشهٔ اصلی گوناگون داشته‌است. قابل اطمینان‌ترین موردی که توافق بیشتری بر روی آن گردیده، لفظی است که از ترکیب پارسی باستان با نام «باگا» (=بت، خدا) +داتا (=معلوم مسلم) به وجود آمده که واژهٔ پارسی میانهٔ «بگدات / بگداد» (= داده شده توسط خداوند) از آن گرفته شده؛ و سرانجام به واژهٔ فارسی امروزی و عربی «بغداد» تغییر یافته‌است.
ریشهٔ دیگر نیز از پارسی «باگ – داد» یا «بگ-دا-دو» (ترجمه «باغ خداوند») گرفته شده‌است. در عین حال، برخی اقلیت‌ها اعتقاد دارند که این نام از عبارت آرامی «گوسفند» اخذ شده‌است.
مرکز این شهر در دورهٔ عباسیان «مدینةالسلام» نامیده می‌شد.

### بغداد به‌عنوان قطب علم‌آموزی
در حدود یک نسل پس از پیدایش بغداد، این شهر به قطب علم‌آموزی و تجارت تبدیل گشت. خانه حکمت نام مؤسسه‌ای بود که به کار ترجمهٔ متون یونانی، پارسی میانه و سریانی اختصاص یافته بود. برمکیان خاندان با نفوذی بودند که وظیفهٔ آنان گرد آوردن تحصیل‌کردگان از دانشگاه گندی‌شاپور ایران و معرفی یونانیان و علوم هند به جهان عرب بود. برخی معتقدند که جمعیت این شهر بیش از یک میلیون نفر بوده و این در حالی‌ست که برخی دیگر فقط به وجود بخشی از این تعداد اعتقاد دارند. در این دوران محل بسیاری از داستان‌های شهرزاد از سری داستان‌های «هزار و یک شب» در بغداد بوده‌است.

## جمعیت‌شناسی
در سدهٔ نهم، جمعیت این شهر میان ۳۰۰ تا ۵۰۰ هزار نفر برآورد می‌شود. رشد چشمگیر بغداد در دوران نخستین شکل‌گیری آن، به میانجی گری برخی عوامل کاهش یافت. این عوامل عبارت بودند از مشکلات موجود با خلیفه‌گری شامل برگرداندن پایتخت به سامرا (در خلال سال‌های ۸۰۸ تا ۸۱۹ و ۸۳۶ تا ۸۹۲)، زیان استان‌های غربی و شرق دور، دوران چیرگی سیاسی آل بویهٔ ایرانی (در خلال سال‌های ۹۴۵ تا ۱۰۵۵) و ترک‌های سلجوقی (در خلال سال‌های ۱۰۵۵ تا ۱۱۳۵). با وجود این مسائل، بغداد موقعیت خود به‌عنوان قطب‌های فرهنگی و بازرگانی جهان اسلام را تا ۱۰ فوریهٔ سال ۱۲۵۸ یعنی زمان یورش مغولان به فرماندهی هولاکو خان به آن حفظ نمود. مغول‌ها حدود ۸۰۰۰۰۰ نفر از شهروندان شهر ازجمله خلیفهٔ عباسی مستعصم را قتل‌عام و بخش بزرگی از شهر را نابود ساختند. ابراهه‌های آب و سدها که شکل‌دهندهٔ سیستم آبرسانی شهر بودند نیز به نابودی کشانده شدند. غارتگری بغداد به حکومت خلفای عباسی پایان داد. ضربه‌ای که تمدن اسلامی هیچ‌گاه از آن بهبودی همه گیر نیافت.
در این پایه حکومت بغداد در دست ایلخانیان یعنی امپراتوران مغول در ایران بود. در سال ۱۴۰۱، بغداد دوباره و این بار بدست تیمور («تیمور لنگ») مورد یورش و غارتگری قرار گرفت. در این زمان این شهر به‌عنوان مرکز استانی زیر دست حکومت پادشاهان سلسلهٔ جلایری (در خلال سال‌های ۱۴۰۰ تا ۱۴۱۱)، قره‌قویونلو (در خلال سال‌های ۱۴۱۱ تا ۱۴۶۹)، آق‌قویونلو (در خلال سال‌های ۱۴۶۹ تا ۱۵۰۸) و صفویان (در خلال سال‌های ۱۵۰۸ تا ۱۵۳۴) درآمد. در سال ۱۵۳۴، بغداد از ترک‌های عثمانی شکست خورد. بغداد در زمان چیرگی عثمانی‌ها به دوره نابودی خود نزدیک شد. در یک برههٔ زمانی و پیش از به چنگ آوردن آن بدست قسطنطنیه در سده شانزدهم، بغداد بزرگ‌ترین شهر خاورمیانه به‌حساب می‌آمد. برپایه داده‌های دایرةالمعارف ناتال جمعیت این شهر در سال ۱۹۰۷ حدود ۱۸۵۰۰۰ نفر برآورد شده‌است.

### یهودیان
در سال ۱۱۷۰ میلادی نزدیک به ۱۰۰۰ خانوادهٔ یهودی در بغداد زندگی می‌کردند. در سال ۱۹۲۰ از جمعیت ۲۰۲ هزار نفری بغداد را ۱۰۰ هزار نفر مسلمانان و ۸۰ هزار نفر یهودیان تشکیل می‌دادند. از سال ۱۹۳۲ به‌دلیل ستمگری بر یهودیان تعداد آنان به‌دلیل ترک میهن و کشتار رو به کاهش رفت. با تشکیل دولت اسرائیل در ۱۹۴۸ وضع برای یهودیان بدتر شد. در سال ۱۹۷۱–۱۹۷۲ نیز ۳۰۰۰ یهودی بغداد از طریق کردستان از عراق فرار کردند. هم‌اکنون تنها ۴۰۰۰ یهودی در کل عراق حضور دارند.

### لکهای فیلی
لکهای فیلی شهروندان بغداد بیشتر از سال‌های نخست سده بیستم کوچ گروهی از ایلام به بغداد را آغاز کردند و هم‌اکنون جمعیتی میلیونی را در این شهر تشکیل می‌دهند. لکهای فیلی در بدو ورود در محلاتی مانند «شارع الکفاح»، «عگد القشل»، «ساکه الفردوس» و «باب‌الشیخ» سکونت یافتند. محلهٔ «باب‌الشیخ» به احترام عبدالقادر گیلانی نام‌گذاری شده و هم‌اکنون به نام «عگدالاکراد» نامیده می‌شود. در نیم سده اخیر لکهای فیلی در محله‌هایی مانند «ساحه البیروت»، «جمیله» و «عقاری» نیز ساکن شده‌اند و در این محله‌ها بیشتر جمعیت را تشکیل می‌دهند.

## دوره معاصر
جنگ خلیج فارس که در سال ۱۹۹۱ به‌وقوع پیوست باعث بروز خساراتی به بغداد و خصوصاً بخش‌های حمل‌ونقل، برق و زیرساخت‌های بهداشتی آن گردید.
در ماه‌های مارس و آوریل سال ۲۰۰۳ و در جریان حملهٔ ۲۰۰۳ به عراق، بغداد تحت شدیدترین بمباران‌ها قرار گرفته و طی روزهای ۷ تا ۹ آوریل تحت کنترل ایالات متحده درآمد. خسارات دوچندان نیز در غارت‌های روزهای پس از پایان جنگ به شهر وارد شد. با عزل رژیم صدام حسین، شهر به اشغال سربازان ایالات متحده درآمد. پیش از تأسیس دولت تازهٔ عراق، مقامات موقت نیروهای ائتلافی اقدام به ایجاد «منطقه‌ای سبز» به گسترهٔ سه مایل مربع (۸ کیلومتر مربع) در قلب شهر نموده و از آنجا امور را اداره می‌کردند. در پایان ژوئن سال ۲۰۰۴، مقامات موقت نیروهای ائتلافی قدرت را به دولت موقت تسلیم کرده و سازمان خود را منحل نمودند.
بر پایهٔ نتایج یک نظرسنجی که در ۲۳ سپتامبر ۲۰۰۳ انجام شد، حدود دو سوم مردم بغداد اعتقاد داشتند سرنگونی رهبر عراق ارزش مصائبی که بر آنان وارد گردیده را داشته و این‌که آن‌ها انتظار زندگی بهتر در پنج سال آینده را داشته‌اند. به‌هرحال با گذشت زمان، پشتیبانی از نیروهای ائتلاف به‌شدت کاهش یافت. در آوریل ۲۰۰۴، روزنامهٔ «یواس‌ای تودی» در گزارشی اعلام کرد نتایج نظرسنجی پیرو نظرسنجی پیشین که در بغداد انجام شد نشانگر این است که «در حال حاضر فقط ۱۳ درصد از مردم اعتقاد دارند که اشغال عراق اخلاقاً توجیه‌پذیر بوده‌است. در نظرسنجی سال ۲۰۰۳ بیش از دو برابر این تعداد این حق را به نیروهای ائتلاف می‌دادند.»

## تلاش برای نوسازی
بیشتر تلاش‌ها برای ساختن دوبارهٔ عراق صرف تجدید بنا و تعمیر زیرساخت‌هایی بود که به‌سختی آسیب دیده بودند. بیشتر تلاش‌های آشکار نوسازی از راه توسعهٔ خصوصی مانند طرح‌های رنسانس عراق طراح و معمار شهری هشام ان. اشکوری و مرکز کنفرانس و مجتمع هتل‌های سندباد ازجمله طرح‌های مورد توجه اولیه به‌شمار می‌آمدند ولی به‌دلیل بی‌ثباتی منطقه ناکام باقی‌ماندند.

## دولت

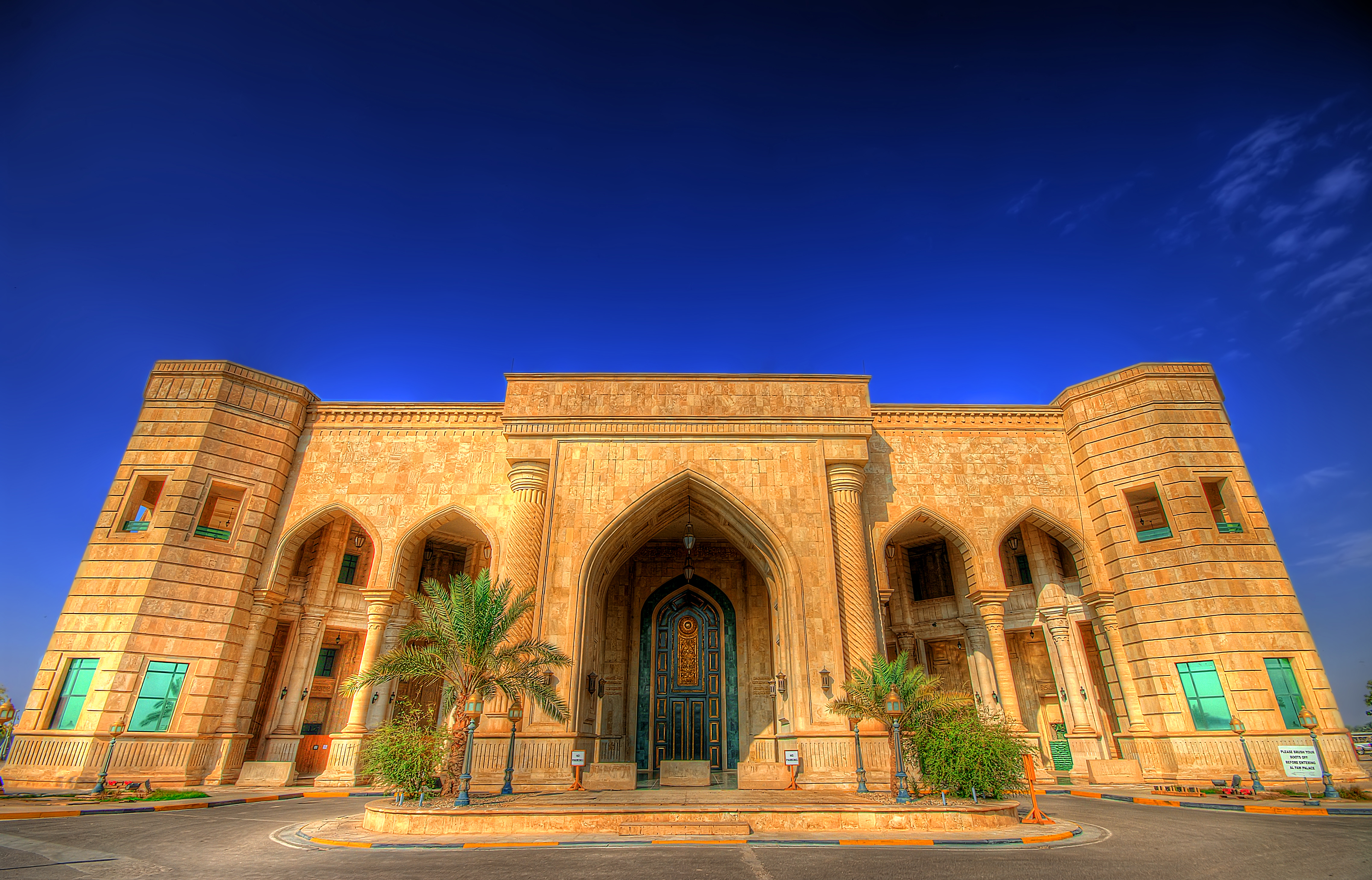

بغداد دارای ۸۹ منطقهٔ رسمی مجاور در گسترهٔ ۹ ناحیه دارد. این بخش‌های فرعی رسمی شهر که به‌عنوان مراکز مدیریتی برای ارائهٔ خدمات شهرداری عمل می‌نمایند تا سال ۲۰۰۳ هیچ نوع عملکرد سیاسی نداشتند. در ابتدای آوریل ۲۰۰۳ مقامات موقت نیروهای ائتلافی (سی پی‌ای) شروع به تعریف وظایف سیاسی برای این بخش‌ها کردند. این روند در مراحل ابتدایی بر روی انتخابات شوراهای مناطق مجاور در نواحی رسمی همسایهٔ شهر، متمرکز شد. این انتخابات توسط انجمن‌های حزبی انجام شد. (سی پی‌ای) اقدام به برگزاری یک سری جلسات در هر بخش به‌منظور توجیه دولت محلی، همچنین توضیح روند انتخابات انجمن‌های حزبی و نهایتاً ترغیب شرکت‌کنندگان به تبلیغ عقاید و آوردن دوستان، فامیل و همسایگان به جلسات بعد، نمود. هر یک از این روندها نهایتاً با برگزاری یک جلسهٔ نهایی برای معرفی کاندیداهای شورای ناحیه و دعوت از همسایگان جهت رأی دادن به آن‌ها خاتمه می‌یافت. به محض این‌که همه ۸۸ (که بعد به ۸۹ افزایش یافت) شورای نواحی همسایه در سمت خود قرار گرفتند، شورای هر ناحیه به انتخاب نمایندگانی از میان اعضاء به منظور خدمت در شورای‌های نواحی نه‌گانهٔ شهر اقدام نمودند. تعداد نمایندگان هر منطقه در شورای ناحیه بستگی به جمعیت آن منطقه دارد. قدم بعدی استفاده از نمایندگان منتخب شورای‌های نواحی نه‌گانه در شورای ۳۷ نفرهٔ شهر بغداد بود. این سیستم سه ردیفی دولت محلی، مردم بغداد را به‌واسطهٔ نمایندگان مناطق مجاور آن، از طریق نواحی و از طریق شورای شهر به دولت مرکزی ارتباط می‌دهند.
همین روند برای تعیین اعضای شورای دیگر اجتماعات استان بغداد که خارج از شهر واقع شده بودند، مورد بهره‌برداری قرار گرفت. در این محلات شوراهای محلی از ۲۰ منطقهٔ مجاور (ناحیه) انتخاب گشته و این شوراها نیز به انتخاب نمایندگانی از اعضای خود به منظور خدمت در شوراهای شش منطقه (کادا) پرداختند. در خصوص خود شهر، شوراهای محلی به گزینش نمایندگانی از اعضای خود برای خدمت در شورای محلی ۳۵ نفرهٔ بغداد اهتمام ورزیدند.
آخرین گام در زمینهٔ تشکیل سیستم دولت محلی استان بغداد انتخاب شورای استانی بغداد بود. مانند گذشته، نمایندگان شورای استانی بغداد توسط هم رده‌های خود از شوراهای رده پایین‌تر که نمایندگی مناطق با جمعیت بیشتر را عهده‌دار بودند، انتخاب گشتند. شورای استانی ۴۱ نفره بغداد در فوریهٔ سال ۲۰۰۴ کار خود را آغاز نموده و تا زمان برگزاری انتخابات ملی در ژانویهٔ سال ۲۰۰۵ یعنی زمان انتخاب یک شورای استانی جدید به‌کار خود ادامه داد.
این سیستم که دربرگیرندهٔ ۱۲۷ شورای مجزا از هم است به‌نظر بسیار سخت می‌رسد و استان بغداد منزلگاه جمعیتی حدود هفت میلیون نفر است. در پایین‌ترین سطح، یعنی شوراهای مناطق، هر شورا نمایندهٔ میانگین ۷۴۰۰۰ نفر است.

## منطقه‌ها و محله‌های بغداد
محله‌های بزرگ بنا بر تقسیم مذهبی:

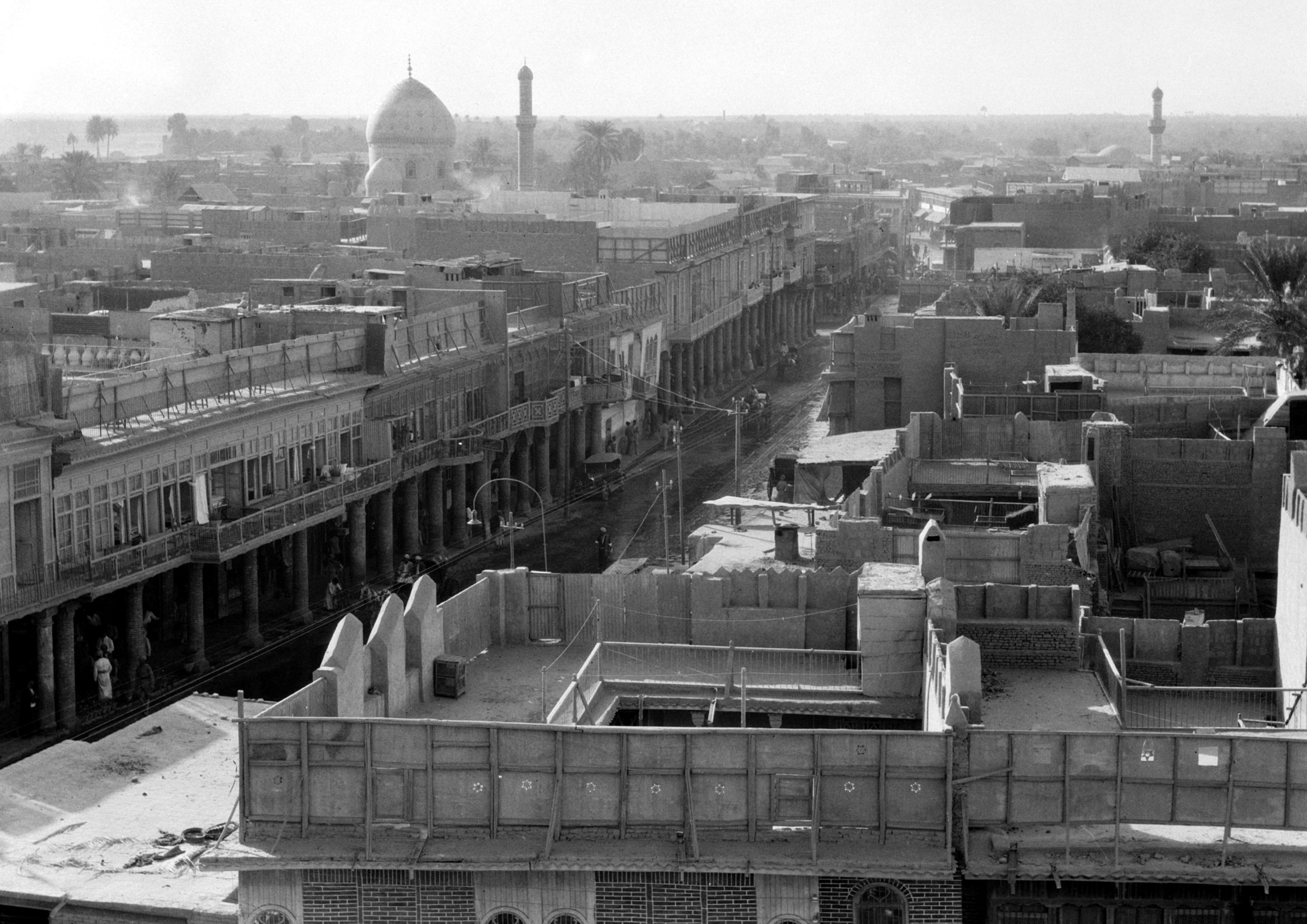
خیابانی در بغداد، سال ۱۹۳۲.

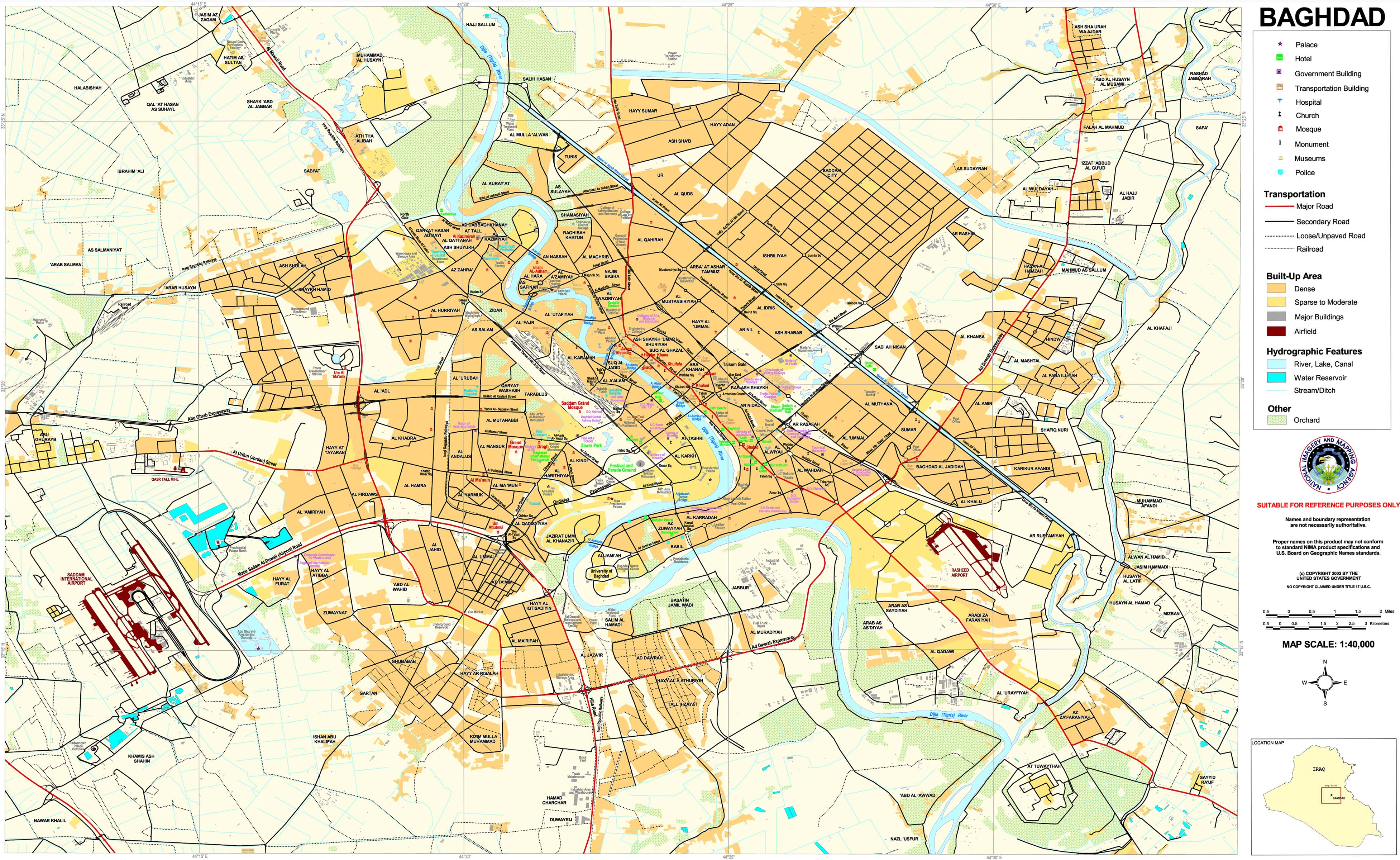
نقشهٔ بغداد

از مناطق شیعه‌نشین بغداد می‌توان به «شهرک صدر»، «الحسینیه»، «الکمالیه» و «الامین» اشاره کرد.
- اعظمیه: سنی‌نشین
- کاظمین : شیعه‌نشین
- کراده: اکثریت شیعه
- منصور: اکثریت سنی
- دوره: اکثریت سنی
- بغداد الجدیده: اکثریت شیعه
- شهرک صدر: شیعه‌نشین
- شهرک حریه: مختلط

محله‌های اصلی بغداد در دو سوی دجله:
| سوی کرخ      | سوی رصافه      |
| ------------ | -------------- |
| کاظمین       | اعظمیه         |
| عامریه       | بتاویین        |
| المنصور      | کراده          |
| منطقه قادسیه | منطقه الشعب    |
| الدوره       | بغداد الجدیده  |
| سیدیه        | الزعفرانیه     |
| غزالیه       | وزیریه         |
| محله جهاد    | خیابان الفضل   |
| شهرک حریه    | خیابان سعدون   |
| الشعله       | شهرک صدر       |
| العدل        | شیخ عمر        |
| الخضرا       | خیابان ابونواس |
| ۱۴ رمضان     | محله اور       |
| محله الاعلام | ۹ نیسان        |
| محله الکندی  | محله الغدیر    |
| عطیفیه       | محله البنوک    |
| محله العامل  | خیابان فلسطین  |
| شرطه الرابعه | خیابان النضال  |
| محله التراث  | خیابان المغرب  |
| زورا         | صلیخ           |
| خیابان حیفا  | جادریه         |
| حارثیه       | باب شرقی       |
| بیاع         | مسبح           |
| دولعی        | بلدیات         |
| صالحیه       | کمب ساره       |
| وشاش         | الحسینیه       |
| محله الجامعه |                |
| محله یرموک   |                |

## مناطق دیدنی و آثار باستانی

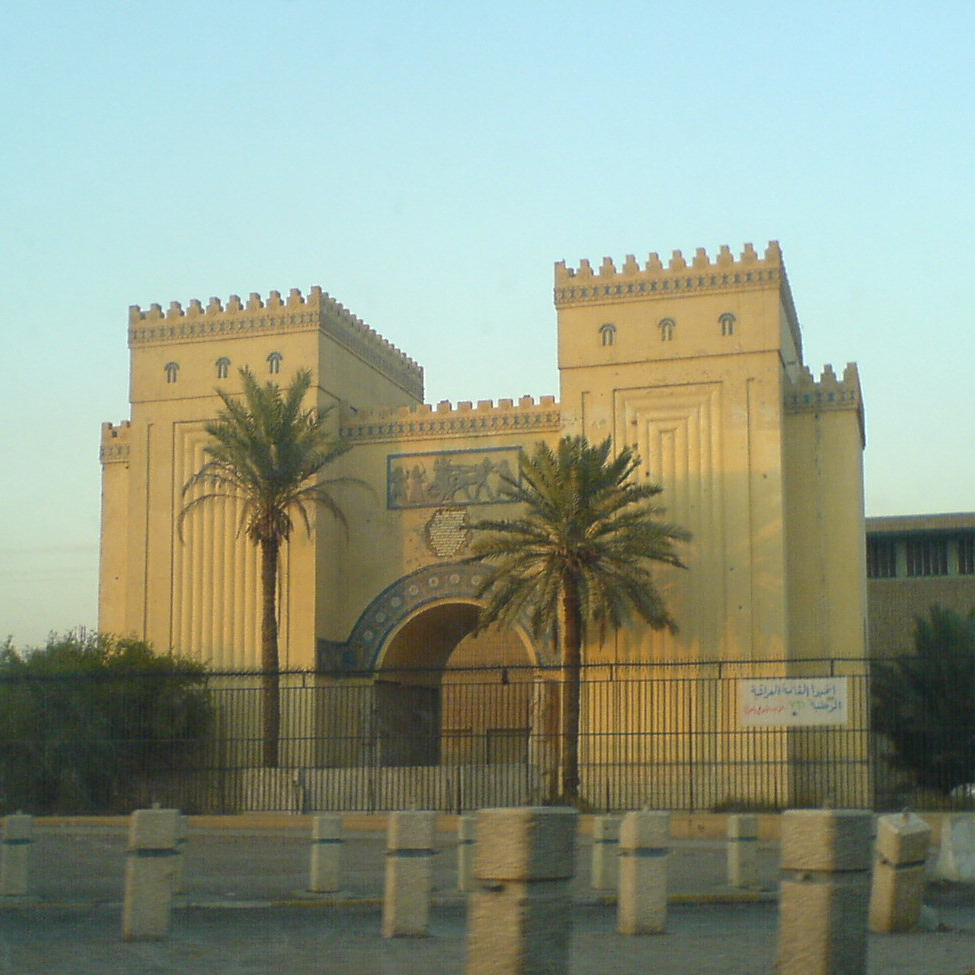
موزه ملی عراق

از مکان‌های جالب بغداد، موزه ملی عراق است که بخشی از آثار گران‌بهای آن در جریان یورش سال ۲۰۰۳ آمریکا غارت شد. همچنین بسیاری از کتیبه‌های باستانی موجود در کتابخانهٔ ملی در جریان این تهاجم و هم‌زمان با آتش‌سوزی و تخریب ساختمان از بین رفتند. نقاط دیدنی دیگر عبارت‌اند از طاق دست‌های آزادی، و باغ‌وحش بغداد.
یکی از کهن‌ترین بناهای بغداد، قصر عباسیان است که بنای آن به سده‌های ۱۲ یا ۱۳ برمی‌گردد. «طاق کسری» یا «ایوان مدائن» (پایتخت امپراتوری ایران در دوره ساسانیان) نیز در نزدیکی بغداد قرار دارد.

## زیارت‌گاه‌ها در بغداد

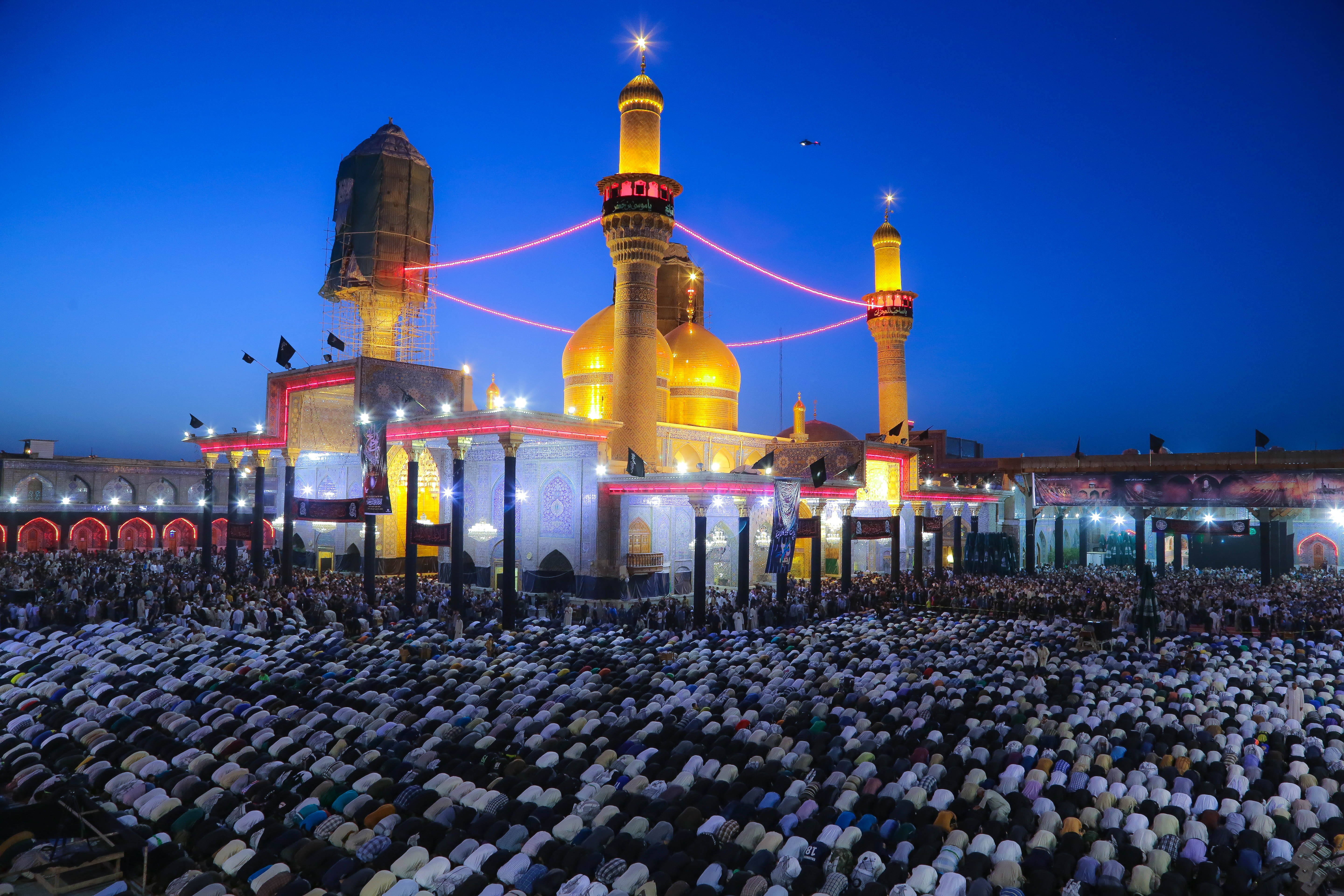
حرم کاظمین

### تشیع
حرم ائمه کاظمین در بخش شمال غربی بغداد (در کاظمین) قراردارد. این حرم  از مهم‌ترین ساختمان‌های مذهبی شیعیان به‌شمار می‌آید. بنای این مسجد در سال ۱۵۱۵ به اتمام رسیده‌است و آرامگاه‌های امام هفتم (ابوالحسن موسی الکاظم) و نهم (ابوجعفر محمد الجواد) شیعه در این مکان قرار دارد. حرم کاظمین حدود ۲۶ هزار مترمربع مساحت دارد و از قسمت‌های مختلفی مانند صحن، روضه، گلدسته، ضریح، رواق و گنبد تشکیل شده و در آن هنرهای مختلفی همچون آینه‌کاری، کاشی‌کاری، طلاکاری، منبت‌کاری و خطاطی به کار رفته است. ساخت نخستین بنا بر مرقد امامین کاظمین، به پیش از دوران آل بویه برمی‌گردد. حکومت‌های آل بویه، سلجوقیان، آل جلایر، صفویه و قاجاریه، حرم کاظمین را بازسازی، تعمیر و تکمیل کرده‌اند. در دوره صفویه به دستور شاه اسماعیل صفوی، بناهای حرم تخریب شد و به جای آن بنای جدیدی ساخته شد که شامل گنبد، گلدسته و مسجد می‌شد. در عصر قاجاریه نیز فرهادمیرزا، عموی ناصرالدین شاه، اقدامات عمرانی عمده‌ای در حرم انجام داد که تجدیدبنای صحن ازجمله آن‌ها است.
همچنین مراقد نواب اربعه و قبر شیخ کلینی و مرقد اسماعیل بن موسی بن جعفر و مسجد براثا و زندان موسی کاظم و آرامگاه قنبر علی و مرقد سید ادریس از نوادگان موسی کاظم جز این‌ها قرار دارد

### اهل سنت

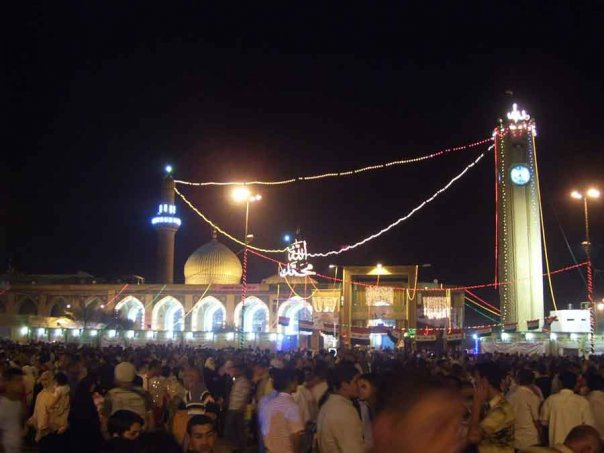
مسجد ابوحنیفه در اعظمیه

مسجد ابوحنیفه (به عربی: مسجد أبوحنیفة یا مسجد أبی‌حنیفة) که به مسجد امام اعظم (به عربی: جامع الإمام الأعظم) نیز شهرت دارد و از مساجد مهم مسلمانان اهل سنت است. این مسجد در اعظمیه بغداد است. این مسجد مدفن ابوحنیفه نعمان بن ثابت، فقیه و متکلم نامدار کوفه و پایه‌گذار مذهب حنفی از مذاهب چهارگانهٔ اهل سنت است. از این رو به مسجد ابوحنیفه مشهور گشته‌است.

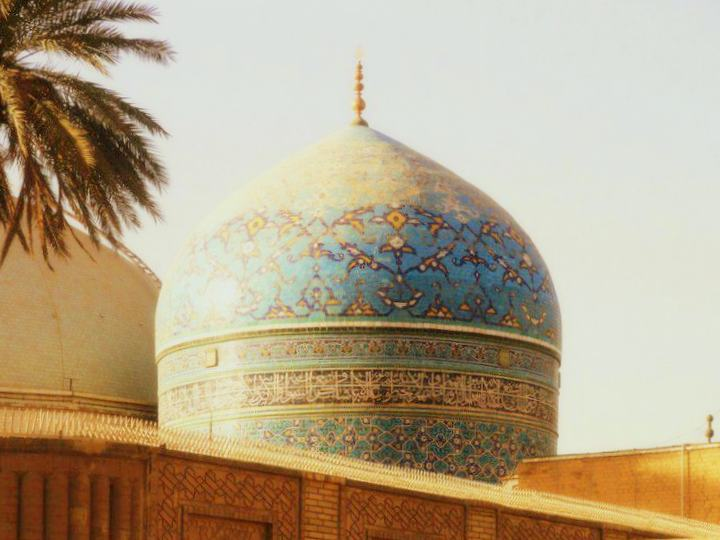
آرامگاه عبدالقادر گیلانی

همچنین آرامگاه عبدالقادر گیلانی از دیگر زیارتگاه‌های مهم بغداد است که مورد احترام اهل سنت است.

### یارسان
بغداد به لحاظ مذهبی برای پیروان دیانت یارسان اهمیت دارد. علاوه بر این‌که شماری از کردهای پیروی دین یارسان در این شهر زندگی می‌کنند، دو زیارتگاه عالی قلندر و پسر ارشد شاه‌ابراهیم قانون‌بگ که از بزرگان یارسان هستند و شاه ابراهیم یکی از اعضای هفت تن و جانشین سلطان اسحاق است در بغداد قرار دارد.

## فرهنگ
بغداد از مراکز اصلی فرهنگ خاورمیانه بوده‌است.
برخی از سازمان‌های مهم فرهنگی شهر عبارت‌اند از:
- ارکستر ملی عراق که تمرین‌ها و نمایش‌های آن به هنگام جنگ خلیج فارس متوقف شد، ولی پس از آن به‌طور نسبی به حالت عادی بازگشت.
- تئاتر ملی عراق. ساختمان تئاتر مذکور در جریان حمله سال ۲۰۰۳ عراق غارت شد ولی تلاش‌هایی در جهت برقراری مجدد آن انجام شده‌است.[۲۰]

اجرای تئاتر در بغداد در دههٔ ۱۹۹۰ یعنی در زمانی که تحریم‌های اقتصادی سازمان ملل واردات فیلم‌های خارجی را محدود کرده بود رشد کرد. بر پایهٔ گزارش‌ها، در این دوره داستان‌های حدود ۳۰ فیلم برای نمایش به‌روی صحنه‌های تئاتر آماده گردیدند و این امر باعث تولید حجم گسترده‌ای از محصولات کمدی و درام گردید.
سازمان‌هایی که در بغداد وظیفهٔ ارائهٔ آموزش‌های فرهنگی را برعهده دارند عبارت‌اند از: فرهنگستان موسیقی، مؤسسهٔ هنرهای زیبای بغداد و مدرسهٔ موسیقی و باله. در بغداد همچنین تعدادی موزه وجود دارد که بیشتر مربوط به یافته‌های باستان‌شناسی هستند.
در طول زمان اشغال سال ۲۰۰۳ عراق، شبکهٔ نیروهای آمریکایی در عراق «رادیو آزادی» به پخش اخبار و برنامه‌های سرگرم‌کننده در منطقهٔ بغداد مشغول بوده‌است.

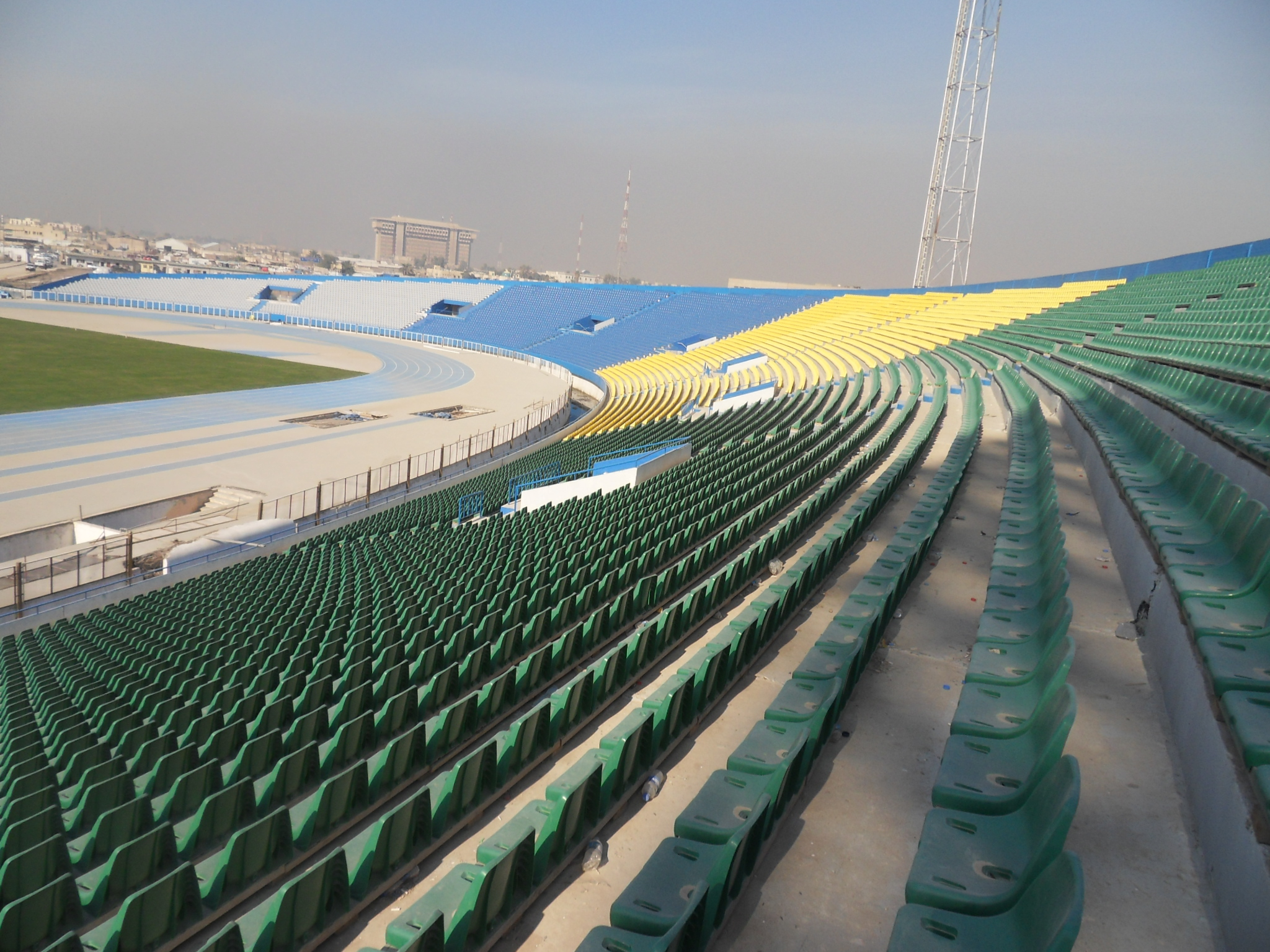
ورزشگاه الشعب

### ورزش
بغداد مرکز تیم‌های اصلی فوتبال عراق است که مهم‌ترین آن‌ها تیم‌های باشگاه فوتبال نیروی هوایی عراق (القوة الجویة)، الزورا، الشرطه (شهربانی) و الطلبه (دانش‌آموزان) هستند. نام بزرگ‌ترین ورزشگاه شهر بغداد ورزشگاه الشعب (ورزشگاه بین‌المللی ملت) است که در سال ۱۹۶۶ گشایش پیدا کرد.
این شهر همچنین دارای پیشینهٔ باستانی در زمینهٔ سوارکاری از زمان جنگ جهانی اول است که در بین مردم عراق به نام «مسابقات» نامیده می‌شود. گزارش‌هایی از فشارهای اسلام‌گرایان برای توقف این مسابقات به‌دلیل شرط‌بندی و قمارهای مربوط به آن دریافت شده‌است.

## مطالعهٔ بیشتر
- By Desert Ways to Baghdad بایگانی‌شده  در ۲ آوریل ۲۰۰۵ توسط Wayback Machine اثر لوئیسا جب (خانم رولاند ویلکینز)، ۱۹۰۸ (۱۹۰۹ ای دی) " (یک پیام فاکس قابل تحقیق در کتابخانه‌های دانشگاه جورجیا؛ دی جی وی یو و فرمت layered PDF بایگانی‌شده  در ۶ سپتامبر ۲۰۰۵ توسط Wayback Machine
- A Dweller in Mesopotamia بایگانی‌شده  در ۲۵ مه ۲۰۰۵ توسط Wayback Machine ماجراهای یک هنرپیشه رسمی در باغ عدن، اثر دونالد ماکس ول، ۱۹۲۱"" (یک پیام فاکس قابل تحقیق در کتابخانه‌های دانشگاه جورجیا؛ دی جی وی یو و فرمت layered PDF بایگانی‌شده  در ۶ سپتامبر ۲۰۰۵ توسط Wayback Machine